# Singsjön (Brunflo socken, Jämtland)
Singsjön är en sjö i Östersunds kommun i Jämtland och ingår i Indalsälvens huvudavrinningsområde. Sjön har en area på 6,41 kvadratkilometer och ligger 359,2 meter över havet.

## Delavrinningsområde
Singsjön ingår i det delavrinningsområde (699814-146325) som SMHI kallar för Utloppet av Singsjön. Medelhöjden är 373 meter över havet och ytan är 41,26 kvadratkilometer. Det finns ett avrinningsområde uppströms, och räknas det in blir den ackumulerade arean 61,07 kvadratkilometer. Singån som avvattnar avrinningsområdet har biflödesordning 3, vilket innebär att vattnet flödar genom totalt 3 vattendrag innan det når havet efter 205 kilometer. Avrinningsområdet består mestadels av skog (71 procent). Avrinningsområdet har 7,51 kvadratkilometer vattenytor vilket ger det en sjöprocent på 18,2 procent.